# Grupo diedral
Em matemática e, em especial, na teoria dos grupos, um grupo diedral é o grupo de simetrias de um polígono regular de {\displaystyle n} lados qualquer, que se representa quer por {\displaystyle D_{n}}, quer por {\displaystyle D_{2n}}. Sua presentação é dada por {\displaystyle D_{n}=\langle x,y:x^{n}=1,y^{2}=1,(xy)^{2}=1\rangle } e {\displaystyle D_{\infty }=\langle x,y:y^{2}=1,(xy)^{2}=1\rangle .} 
| {\displaystyle D_{1}} | {\displaystyle D_{2}} | {\displaystyle D_{3}} | {\displaystyle D_{4}} | {\displaystyle D_{5}} | {\displaystyle D_{6}} | {\displaystyle D_{7}} |
| --------------------- | --------------------- | --------------------- | --------------------- | --------------------- | --------------------- | --------------------- |

## Propriedades
- O grupo possui {\displaystyle 2n} elementos: o elemento neutro, {\displaystyle n-1} rotações próprias e {\displaystyle n} reflexões.
- Para {\displaystyle n>2,} o grupo não é abeliano.
- O subgrupo das rotações é isomorfo ao grupo cíclico {\displaystyle \mathbb {Z} _{n},} e é um subgrupo normal

## Exemplo

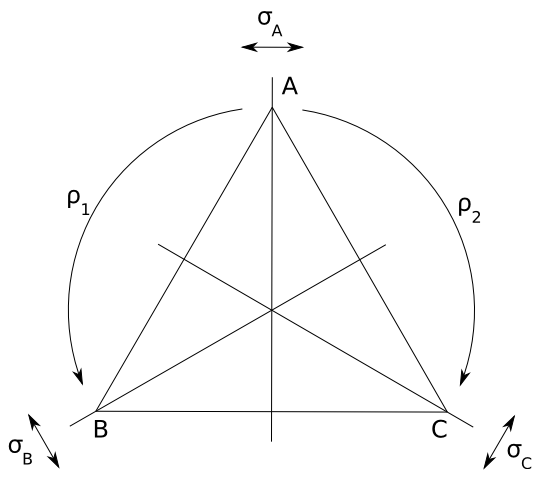
As cinco simetrias não triviais do triângulo equilátero.

Seja ABC um triângulo equilátero. Dentre as suas simetrias, temos:
- e: o elemento neutro, ou seja, a transformação identidade que leva cada ponto do triângulo nele mesmo.
- {\displaystyle \rho _{1}} a rotação que leva A em B, B em C e C em A.
- {\displaystyle \rho _{2}} a rotação que leva A em C, C em B e B em A.
- {\displaystyle \sigma _{A}} a simetria em torno da altura que passa por A.
- {\displaystyle \sigma _{B}} a simetria em torno da altura que passa por B.
- {\displaystyle \sigma _{C}} a simetria em torno da altura que passa por C.

Não existem outras simetrias. Considerando * como a composição de funções, temos, por exemplo, que {\displaystyle \sigma _{A}*\rho _{1}} leva A em C, B em B e C em A, ou seja, {\displaystyle \sigma _{B}=\sigma _{A}*\rho _{1}.} Por outro lado, {\displaystyle \rho _{1}*\sigma _{A}=\sigma _{C},} ou seja, o grupo não é abeliano. Completando as operações, chegamos à tabela:
| {\displaystyle \star }      | e                           | {\displaystyle \rho _{1}}   | {\displaystyle \rho _{2}}   | {\displaystyle \sigma _{A}} | {\displaystyle \sigma _{B}} | {\displaystyle \sigma _{C}} |
| --------------------------- | --------------------------- | --------------------------- | --------------------------- | --------------------------- | --------------------------- | --------------------------- |
| e                           | e                           | {\displaystyle \rho _{1}}   | {\displaystyle \rho _{2}}   | {\displaystyle \sigma _{A}} | {\displaystyle \sigma _{B}} | {\displaystyle \sigma _{C}} |
| {\displaystyle \rho _{1}}   | {\displaystyle \rho _{1}}   | {\displaystyle \rho _{2}}   | e                           | {\displaystyle \sigma _{C}} | {\displaystyle \sigma _{A}} | {\displaystyle \sigma _{B}} |
| {\displaystyle \rho _{2}}   | {\displaystyle \rho _{2}}   | e                           | {\displaystyle \rho _{1}}   | {\displaystyle \sigma _{B}} | {\displaystyle \sigma _{C}} | {\displaystyle \sigma _{A}} |
| {\displaystyle \sigma _{A}} | {\displaystyle \sigma _{A}} | {\displaystyle \sigma _{B}} | {\displaystyle \sigma _{C}} | e                           | {\displaystyle \rho _{1}}   | {\displaystyle \rho _{2}}   |
| {\displaystyle \sigma _{B}} | {\displaystyle \sigma _{B}} | {\displaystyle \sigma _{C}} | {\displaystyle \sigma _{A}} | {\displaystyle \rho _{2}}   | e                           | {\displaystyle \rho _{1}}   |
| {\displaystyle \sigma _{C}} | {\displaystyle \sigma _{C}} | {\displaystyle \sigma _{A}} | {\displaystyle \sigma _{B}} | {\displaystyle \rho _{1}}   | {\displaystyle \rho _{2}}   | e                           |